# Lordiphosa fenestrarum
Lordiphosa fenestrarum är en tvåvingeart som först beskrevs av Fallen 1823.  Lordiphosa fenestrarum ingår i släktet Lordiphosa och familjen daggflugor. Arten är reproducerande i Sverige. Inga underarter finns listade i Catalogue of Life.